# Tavarua
Tavarua est une île des Fidji, en forme de cœur. Sa superficie est d'environ 29 acres (environ 12 hectares). L'île est située à proximité des principales iles des Fidji, Viti Levu, et est entourée par une barrière de corail. 
Actuellement, l'île est gérée par un camp privé de surf et ne peut être visitée que par invitation.
L'île accueille également chaque année des compétitions de surf professionnel, en particulier le Fiji Pro, à Cloudbreak.